# Geta (calzado)
Geta (下駄?) (pronúnciese «gueta») es el nombre de un tipo de calzado tradicional japonés. 

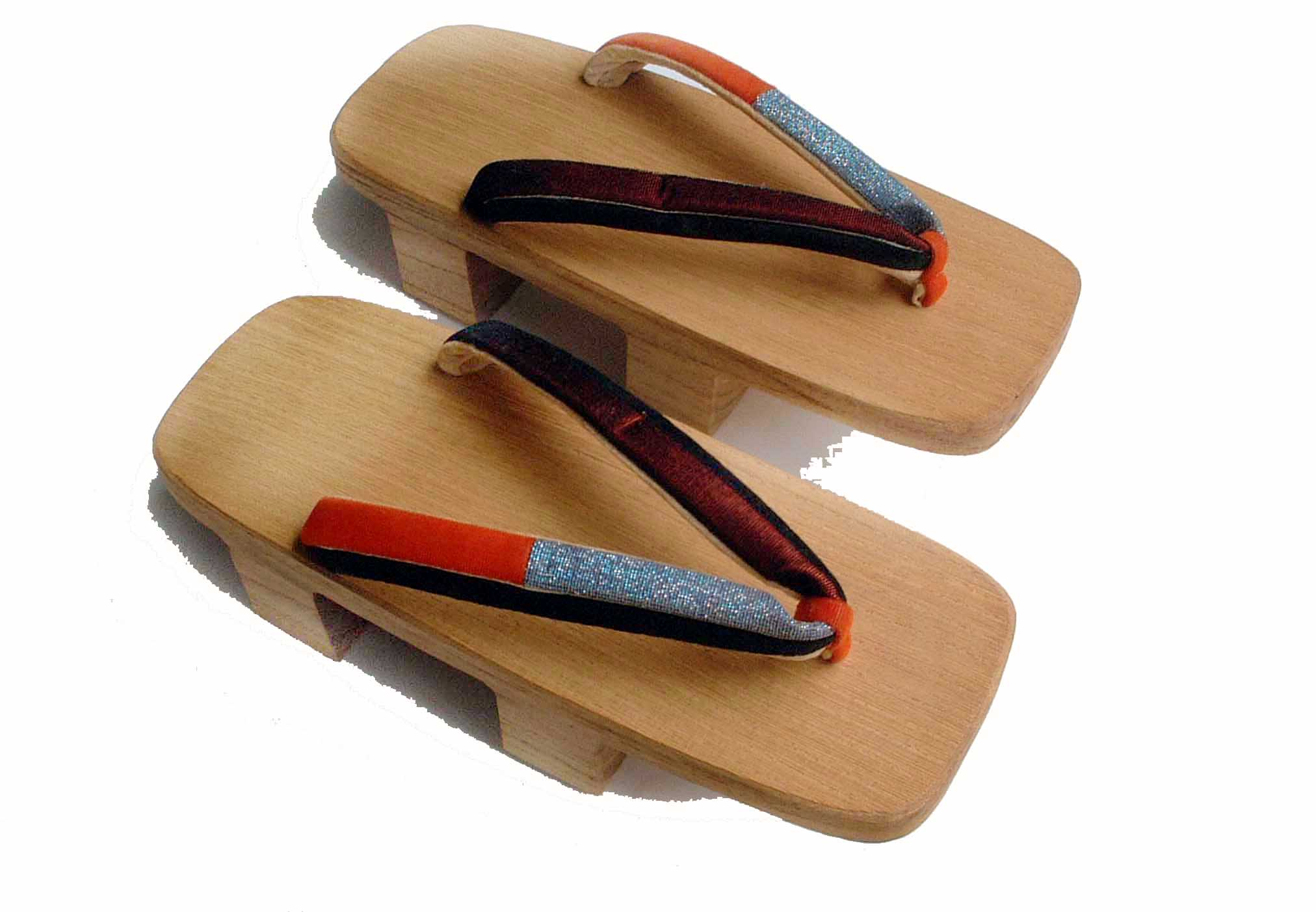
Un par de geta.

Consta de una base plana de madera (dai) y dos «dientes» (ha) que soportan todo el peso. Suelen estar construidas en madera y su agarre tiene la típica forma de chancleta. Se dice que las chancletas están inspiradas originalmente en las geta japonesas.
Según la leyenda un noble hombre del reino de Jin, Jie Zitui, fue exiliado junto con el rey a otro reino. Cuando regresó vivió recluido en un monasterio en las montañas y no quiso salir más. Los militares le ordenaron al rey sacarlo de las montañas quemando los bosques pero Jie Zitui no quiso y murió aferrado a un árbol. El rey estaba tan triste que cortó el árbol y usó la madera para hacer el primer par de Muji para recordarlo siempre que lo usara.
Hace siglos que se utilizan aquí estos zapatos de madera tan prácticos para caminar en el terreno embarrado del condado. La forma fue cambiando hasta que se tallaron en una sola pieza de madera y se decoraron para hacerlos más bonitos. Con el tiempo salieron de China y se dieron a conocer en el sudeste asiático, en Corea y en Japón.

## Usos

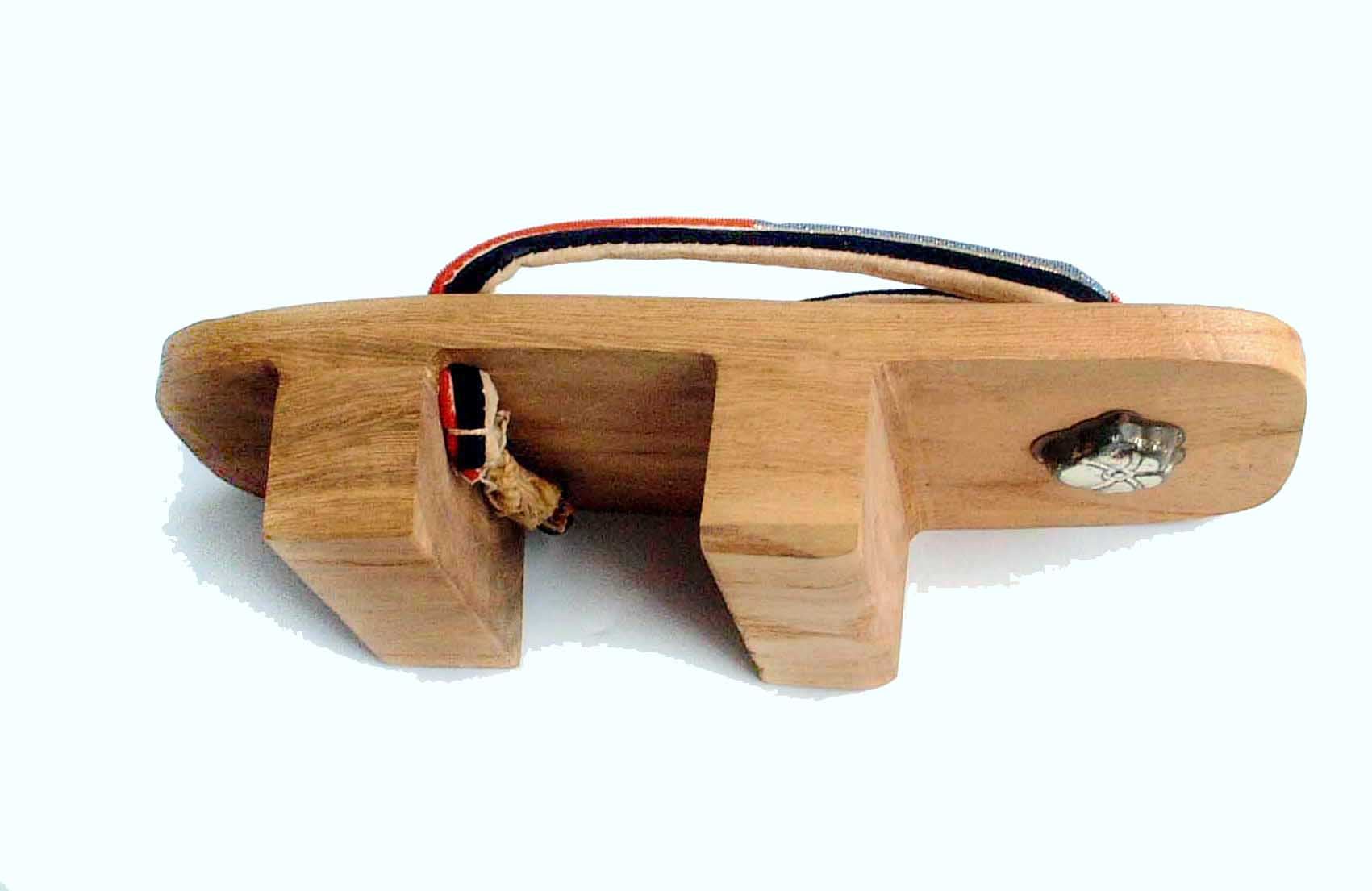
Vista inferior, muestra los «dientes» (ha).

El calzado geta suele utilizarse en las épocas de calor, combinándose muchas veces con los también tradicionales vestidos japoneses, los kimonos.